# Horizons (partia)
Horizons – francuska partia polityczna o profilu centroprawicowym, działająca od 2021.
W październiku 2021 mer Hawru i były premier Édouard Philippe ogłosił założenie nowej centroprawicowej partii politycznej, deklarującej poparcie dla prezydenta Emmanuela Macrona. Do formacji dołączyła grupa parlamentarzystów i burmistrzów, w tym wielu byłych działaczy Republikanów (do których należał też lider ugrupowania). Wśród działaczy Horizons znaleźli się Christophe Béchu, Gilles Boyer, Nathalie Loiseau, Arnaud Robinet, Tokia Saïfi i Christian Estrosi.
Stronnictwo przystąpiło do powołanego w 2021 porozumienia Ensemble Citoyens zrzeszającego środowiska wspierające prezydenta. W 2022 obok La République en marche i MoDem zostało jednym z trzech głównych podmiotów koalicji powołanej na wybory parlamentarne w tym samym roku. W wyniku głosowania do Zgromadzenia Narodowego w ramach tej koalicji weszło blisko 30 kandydatów rekomendowanych przez Horizons. W 2024 partia startowała ponownie w ramach koalicji prezydenckiej, wprowadzając do niższej izby parlamentu około 25 swoich przedstawicieli.